# Приховані фігури
«Приховані фігури» (англ. Hidden Figures) — американський драматичний фільм 2016 року, знятий Тедом Мелфі за однойменною книгою Марго Лі Шеттерлі, яка написана на основі реальних подій. Прем'єра стрічки в Україні відбулась 23 лютого 2017 року.

## Синопсис
Фільм розповідає про групу афро-американок, яка проводить для НАСА ряд математичних обчислень, необхідних для запуску перших пілотованих космічних місій США.

## У ролях
- Тараджі Генсон — Кетрін Джонсон
- Октавія Спенсер — Дороті Воган
- Жанель Моне — Мері Джексон
- Кевін Костнер — Ел Гаррісон
- Кірстен Данст — Вівіан Джесон
- Джим Парсонс — Пол Стеффорд
- Магершала Алі — Джим Джонсон
- Елдіс Годж — Леві Джексон
- Ґлен Пауелл — Джон Гленн
- Олек Крупа — Карл Зелінські

## Виробництво
Зйомки фільму почались на початку березня 2016 року в Атланті, штат Джорджія.

## Нагороди й номінації
| Список нагород і номінацій     | Список нагород і номінацій | Список нагород і номінацій     | Список нагород і номінацій | Список нагород і номінацій | Список нагород і номінацій |
| Кінопремія                     | Дата церемонії             | Категорія                      | Номінант(и) | Результат                  | Дж                         |
| ------------------------------ | -------------------------- | ------------------------------ | --- | -------------------------- | -------------------------- |
| Кінопремія Голлівуду           | 6 листопада 2016           | Найкращий виробничий дизайн    | Він Томас | Перемога                   | [ 3 ]                      |
| Кінопремія Голлівуду           | 6 листопада 2016           | Нагорода «У центрі уваги»      | Жанель Моне | Перемога                   | [ 3 ]                      |
| Премія БАФТА                   | 12 лютого 2017             | Найкращий адаптований сценарій | Тед Мелфі, Еллісон Шредер | Номінація                  | [ 4 ]                      |
| Премія Гільдії кіноакторів США | 29 січня 2017              | Найкраща акторка другого плану | Октавія Спенсер | Номінація                  | [ 5 ]                      |
| Премія Гільдії кіноакторів США | 29 січня 2017              | Найкращий акторський склад     | Тараджі Генсон, Октавія Спенсер, Жанель Моне, Кевін Костнер, Кірстен Данст, Джим Парсонс, Магершала Алі, Елдіс Годж, Глен Пауелл | Перемога                   | [ 5 ]                      |
| Премія Гільдії продюсерів США  | 28 січня 2017              | Найкращий продюсер фільму      | Пітер Чернін, Донна Джильйотті, Тед Мелфі, Фаррелл Вільямс, Дженно Топпінг                                                       | Номінація                  | [ 6 ]                      |
| Премія Гільдії сценаристів США | 19 лютого 2017             | Найкращий адаптований сценарій | Тед Мелфі, Еллісон Шредер | Номінація                  | [ 7 ]                      |
| Премія «Золотий глобус»        | 8 січня 2017               | Найкраща акторка другого плану | Октавія Спенсер | Номінація                  | [ 8 ] [ 9 ]                |
| Премія «Золотий глобус»        | 8 січня 2017               | Найкраща музика                | Ганс Ціммер, Фаррелл Вільямс, Бенджамін Воллфіш                                                                                  | Номінація                  | [ 8 ] [ 9 ]                |